# Hyotheridium dobsoni
Hyotheridium dobsoni és una espècie extinta de mamífer deltateroide de la família dels deltaterídids que visqué a l'Àsia oriental, fa entre 72,2 i 83,6 milions d'anys. Se n'han trobat restes fòssils a la formació de Djadokhta (Mongòlia). Es tracta de l'única espècie del gènere Hyotheridium. Tenia les dents canines grosses i el musell esvelt. L'ombra del dubte plana sobre la seva validesa taxonòmica. El nom genèric Hyotheridium significa ‘Hyotherium petit’, mentre que el nom específic dobsoni li fou assignat en honor del zoòleg irlandès George Edward Dobson.